# Kraszków (województwo świętokrzyskie)
Kraszków – wieś w Polsce, położona w województwie świętokrzyskim, w powiecie ostrowieckim, w gminie Waśniów.
Był wsią benedyktynów świętokrzyskich w województwie sandomierskim w ostatniej ćwierci XVI wieku. W latach 1975–1998 miejscowość administracyjnie należała do województwa kieleckiego.

## Części wsi
| SIMC    | Nazwa    | Rodzaj    |
| ------- | -------- | --------- |
| 0276067 | Podlesie | część wsi |

## Historia
Wieś notowana w wieku XIII, położona 12 km na NW od Opatowa i około 16 km na E od klasztoru świętokrzyskiego.
Położona historycznie, w roku 1328 w  ziemi sandomierskiej, od 1442  powiecie sandomierskim, od 1827 w powiecie opatowskim.
Od 1470-80. parafia Momina  (Długosz L.B. T IIs= 470).

## Nazwy własne wsi w dokumentach źródłowych
W roku 1282 „Crascaw”, 1328, 1351 „Crascow”, 1442 „Craskow”, 1465-7 „Crastow”, 1467 „Kraskow”, 1470-80 „Kraszkow”, „Krasszkow”, „Craszkow”, 1504 „Kraszkow”, 1506, 1531, 1569 „Craskow”, 1510 „Kraslow”, 1529, 1531 „Crascow”, 1532 „Krasskoff”, 1564 „Kraskow” (ale: 1577 „Krasskow”), 1629,1780 „Kraszkow”, 1827 „Kraszków”, 1883 „Kraszków” i„ Kraszków Opatowski”.

## Topografia i opisanie granic
W roku 1467 następuje  rozgraniczenie części klasztornej w  Milejowicach i Kraszkowie, części szlacheckiej w Milejowicach oraz Nieskurzowa należącego do biskupa włocławskiego, końcowa część granicy biegnie od narożnicy między Kraszkowem [część klasztorna], Milejowicami [część szlachecka] i Nieskurzowem wzdłuż starych, teraz odnowionych znaków granicznych między Nieskurzowem i Kraszkowem należącym do opata i konwentu świętokrzyskiego prowadzących przez zarośla do drogi zw. „Praskolka” dzielącej obie te wsie (TN XX 68);
W roku 1470-80 graniczy z Janowicami [sandomierskie], Milejowicami, Truskolasami i Piórkowem oraz wsiami doń przyległymi (Długosz L.B. T.III, s. 234).

## Własność
Część biskupów lubuskich
w roku 1514 biskup lubuski Teodoryk sprzedaje dobra opatowskie Krzysztofowi Szydłowieckiemu, kasztelanowi sandomierskiemu (F. Kiryk, Opatow XIII-XVI wiek},
1531 z części wojewody krakowskiego w Kraszkowie i Worowicach pobór z 2 łana.
1532 jw. pobór z 1,5 łana.
W roku 1564-5 była to wieś służebna.
W roku 1883 pozostała osada leśna, 1 dom, 4 mieszkańców i 1 morga ziemi.
Część klasztoru świętokrzyskiego
Począwszy od 1470-80 większa część wsi należy do opactwa świętokrzyskiego We wsi był dobry folwark klasztorny 8,5 łanów kmiecych, 1 lub 2 karczmy z rolą. Kmiecie płacą po 1 wiardunek czynszu i 4 grosze poradlnego, dają po 30 jaj, 2 koguty, pracują po 2 dni tygodniowo własnym wozem lub pługiem, karczmarz płaci 2 grzywny czynszu (DLb. T.III s=234; T.II s=470).
1780 należy do klucza wierzbątowickiego dóbr stołu opata klaustralnego. Z imienia znanych jest 8 kmieci, w tym 3 pełnorolnych (wójt Marcin Machula, Michał Makosz, Józef Kosarz) i 5 niepełnorolnych (Karol Piątek, Wawrzeniec Warych, Wawrzeniec Banaczek, Kasper Job, Marcin Wujcik).
Jedna rola opust jest opustoszała i jeden półrolny (Piotr Zięba), Spisany był jeden chałupnik (Szymon Wołowiec), który jako polowy jest wolny od powinności, 7 komorników (Stanisławowa Nawrotowa, Jędrzej Machula, Józef Matuszczak, Matus Banaczek, wdowa Tkaczykowa, Stanina, Franciszek Florczyk).
Kmiecie pracują po 3 lub 4 dni tygodniowo sprzężajem w 2 konie i 2 woły, odrabiają po 4 dni powaby i 12 łokci oprawy, płacą po 1/18 zł czynszu, dają po 3 korce żyta, 2 kapłony i 30 jaj półrolny daje połowę wymiaru, chałupnik pracuje 1 dzień tyg. pieszo i odrabia 2 dni powaby. Poddani oprócz komornika wożą zboże na targi i do Wisły na „Fryor”, stróżują, strzygą owce, obrabiają kapustę i konopie. Komornicy dostają zasiane zagony dworskie, po 2 żyta i jęczmienia, 1 grochu.
Subsidium charitativum wynosi 436 zł (Inwentarz Wierzbątowic 6-8, 18).
1780-2, 1787 wieś traktowana jak Wierzbątowice.
1787 cała wieś liczy 110 mieszkańców, w tym 3 Żydów (Spis I 414; II 134).
1819 wieś Kraszków należy do stołu opata.
1827 cała wieś ma 14 domów i 136 mieszkańców (Tabela I 241).
W roku 1883 część tak zwana klasztorna ma 29 domów, 178 mieszkańców i 464 morgi ziemi.